# Atherina hepsetus
Atherina hepsetus Linnaeus, 1758 é uma espécie de peixe marinho ateriniforme da família Atherinidae. Não se reconhecem subespécies. É uma das várias espécies comumente denominadas piardas.

## Descrição
A parte superior da mandíbula é mais larga que a inferior, a qual apresenta umas longas protuberâncias ósseas que chegam até à zona frontal ocular, característica que diferencia a espécie do guelro (Atherina presbyter). O comprimento máximo registado é 20 cm.
A espécie tem distribuição natural nas regiões costeiras do nordeste do Oceano Atlântico, desde as costas da Península Ibérica até às costas de Marrocos, incluindo os arquipélagos da Madeira e das Canárias, e no Mediterrâneo ocidental, no Mar Adriático e no Mar Negro. Ocorre com frequência o interior de estuários e lagunas costeiras.
É um peixe de hábitos gregários, cujos cardumes são encontrados frequentemente próximo do fundo marinho. A alimentação é composta maioritariamente por crustáceos bentónicos e copépodes.